# 2 Brygada Radiotechniczna
2 Brygada Radiotechniczna (2 BRt) – związek taktyczny Wojska Polskiego.
2 Brygada Radiotechniczna została utworzona na podstawie Rozkazu Dowódcy Wojsk Obrony Powietrznej Kraju gen. dyw. pil. Romana Paszkowskiego nr 0160/Org. z 9 sierpnia 1974.

## Historia powstania brygad radiotechnicznych
Minister Obrony Narodowej w swej dyrektywie z 26 maja 1965 w sprawie organizacji i dyslokacji Wojsk Lotniczych i Wojsk Obrony Powietrznej Kraju na lata 1966-1970 nakazał sformowanie trzech brygad radiotechnicznych zamiast istniejących samodzielnych batalionów radiotechnicznych.
Z uwagi na kosztowność tego procesu oraz na słabą technologię oraz trudności w pozyskiwaniu jej od ówczesnego sprzymierzeńca z Układu Warszawskiego - ZSRR, proces ten trwał dość długo i nie zakończył się w terminie określonym przez dyrektywę.
Minister Obrony Narodowej 23 grudnia 1966 wydał rozkaz nr 0173/Org. w sprawie reorganizacji wojsk radiotechnicznych. W wyniku realizacji tego rozkazu utworzono, w miejscu istniejących samodzielnych batalionów radiotechnicznych (2, 3, 6, 7, 8, 9, 14, 18, 22), pięć pułków oraz dwa samodzielne bataliony. Pułki miały strukturę batalionowo-kompanijną. Powstałe jednostki mieściły się:
- 2 pułk radiotechniczny w Warszawie;
- 12 pułk radiotechniczny w Gdyni;
- 13 pułk radiotechniczny w Choszcznie;
- 17 pułk radiotechniczny w Poznaniu;
- 19 pułk radiotechniczny w Chorzowie;
- 3 batalion radiotechniczny w Sandomierzu;
- 7 batalion radiotechniczny w Łodzi.

Ta reorganizacja wojsk radiotechnicznych okazała się jednak nietrafiona z uwagi na wiele czynników. Brakowało przede wszystkim poprawnego obiegu informacji oraz współdziałania pomiędzy sąsiadującymi jednostkami.
Szef Sztabu Generalnego Wojska Polskiego wydał 11 września 1973 zarządzenie nr 061/Org. w sprawie reorganizacji wojsk radiotechnicznych. Na bazie pododdziałów 19 pułku radiotechnicznego w Chorzowie został sformowany w Radzionkowie 33 batalion radiotechniczny (dowódca ppłk Ryszard Chmielewski). Dzięki dużemu nakładowi finansowemu nowo utworzoną jednostkę wyposażono w najnowszy sprzęt automatyzacji procesu przekazywania informacji radiolokacyjnej oraz sprzęt radiolokacyjny.
17 lutego 1973 odbyły się specjalne pokazy dla kierowniczej kadry Układu Warszawskiego. Po tym pokazie podjęto decyzję o utworzeniu brygadowej struktury wojsk radiotechnicznych.

## Tradycje
Decyzją Ministra Obrony Narodowej nr 183/MON z dnia 2 lipca 2003 wprowadzono odznakę pamiątkową Brygady.
Święto 2 BRt: 18 marca.

## Struktura 2 BRt
- Dowództwo 2 BRt
  - Sztab
  - 4 batalion radiotechniczny w Radiowie (1997-2001)
  - 8 Szczycieński batalion radiotechniczny w Lipowcu (1997–istnieje w składzie 3 BRt Wrocław)
  - 10 batalion radiotechniczny w Choszcznie (1997–2003)
  - 19 batalion radiotechniczny w Goleniowie (1990–1995)
  - 21 batalion radiotechniczny we Władysławowie (1974–2000)
  - 22 batalion radiotechniczny w Chojnicach (1974-1998)
  - 23 batalion radiotechniczny w Słupsku (1974–2007)
  - 25 batalion radiotechniczny w Debrznie (1990–1995)
  - 26 batalion radiotechniczny w Malborku (1990–1995)
  - 27 batalion radiotechniczny w Witkowie Pyrzyckim (1974–1998)
  - 28 batalion radiotechniczny w Gryficach (1974–2002)
  - 11 samodzielna kompania radiotechniczna w Chruścielu (1974–istnieje w składzie 8 brt,3 BRt). W 1993 r. jako 211 krt 21brt Władysławowo, a od 2003 podległa 8 brt jako 211 posterunek radiolokacyjny dalekiego zasięgu (prdz "Beckbone"). Rok 1974 to powstanie 2 BRt, niektóre brt istniały w innych strukturach znacznie wcześniej.

## Wyposażenie
Wyposażenie brygady zmieniało się wraz z możliwościami finansowymi państwa oraz z rozwojem techniki wojskowej.
- Stacje radiolokacyjne (odległościomierze i wysokościomierze):
  - P-12
  - P-14
  - P-18
  - P-35
  - P-37
  - PRW-9
  - PRW-11
  - PRW-13
  - PRW-16
  - NUR-41
  - Jawor
  - Jawor M2
  - Bogota
  - NUR-31
  - NUR-11
  - NUR-12
- Systemy dowodzenia oraz przekazywania informacji radiolokacyjnej:
  - WOZDUCH-1P
  - WOZDUCH-1M
  - RPT-10
  - RPT-20
  - CYBER
  - ASOC

## Dowódcy brygady
- 1974–1984 – płk inż. Ryszard Sajdak
- 1984–1986 – płk inż. Bogdan Sędziak
- 1986–1988 – płk dypl. dr nauk wojskowych Józef Banaś
- 1988–1997 – płk dypl. Wojciech Krupiński
- 1997–1998 – płk mgr inż. Roman Trzeciak
- 1998–1999 – płk mgr inż. Józef Huruk
- 1999–2005 – płk dypl. inż. Jerzy Pawelec
- 2005–8 maja 2008 – płk dypl. mgr inż. Michał Sikora
- 8 maja 2008–30 czerwca 2008 – płk dypl. Wojciech Lewicki